# Llista de codis postals de València
Davall hi ha la llista de codis postals de la ciutat de València, amb els barris inclosos i els límits de cada zona postal.
Contingut:
 (460) 01 • 02 • 03 • 04 • 05 • 06 • 07 • 08 • 09 • 10 • 11 • 12 • 13 • 14 • 15 • 16 • 17 • 18 • 19 • 20 • 21 • 22 • 23 • 24 • 25 • 26

## 46001
Barris:El Mercat, Velluters, Sant Francesc (oest)
Límits: Carrer de Quart i carrer de Cavallers, plaça de la Reina, carrer de Guillem de Castro, carrer de Sant Vicent

## 46002
Sant Francesc
Límits: Carrer de Xàtiva i carrer de Colom, carrer de la Pau, carrer de Sant Vicent

## 46003
La Seu, Barri del Carme i la Xerea
Límits: Carrer de Quart i carrer de Cavallers, plaça de la Reina, carrer de la Pau, carrer de Guillem de Castro, carrer de la Blanqueria, passeig de la Ciutadella

## 46004
Pla del Remei, Russafa (nord)	
Límits: carrer de Colom, passeig de la Ciutadella, Gran Via del Marqués del Túria, carrer d'Alacant

## 46005
Gran Via
Límits: Gran Via del Marqués del Túria, avinguda de Jacinto Benavente, avinguda de Peris i Valero, carrer del mestre Aguilar

## 46006
Russafa, Parc Central, Malilla (nord), En Corts, Montolivet
Límits: Avinguda de Peris i Valero, avinguda dels Germans Maristes, avinguda del Doctor Waksman, carrer de Bèrnia, carrer d'Oltà, carrer de l'Alcalde Reig

## 46007
La Roqueta, la Raïosa, Patraix
Límits: Carrer de Xàtiva, línies de ferrocarril, carrer d'Almudaina, carrer de Conca

## 46008
El Botànic, la Petxina, Arrancapins
Límits: Avinguda de Ferran el Catòlic, avinguda de Pérez Galdós, carrer de Conca

## 46009
Tendetes, Marxalenes, Morvedre, Sant Antoni, Tormos, la Parreta
Límits: Avinguda de Campanar, avinguda del Doctor Peset, avinguda del Primat Reig, carrer d'Almassora, avinguda de Menéndez Pidal, pla de Saïdia

## 46010
Exposició, Ciutat Universitària, Mestalla, la Trinitat
Límits: Avinguda d'Aragó, avinguda del Primat Reig, passeig de l'Albereda, carrer d'Almassora

## 46011
Malva-rosa, el Cabanyal
Límits: Avinguda del Port, carrer de la Serradora, fita amb Alboraia

## 46012
la Punta
Límits: Camí de les Moreres, carrera del Riu, avinguda de Jesús Morante Borràs

## 46013
la Punta, Ciutat de les Arts i les Ciències, Rovella, Font de Sant Lluís, el Castellar-l'Oliveral
Límits: Autopista del Saler, avinguda dels Germans Maristes, carrer de Bèrnia, avinguda d'Ausiàs March, avinguda de Jesús Morante Borràs

## 46014
La Llum, la Fontsanta, Tres Forques, Vara de Quart, Soternes, Safranar, Faitanar
Límits: Fita amb Mislata, avinguda de Tres Creus, avinguda de Tres Forques, carrer de Fontanars, carrer de Campos Crespo

## 46015
Beniferri, Campanar, Sant Pau, Benimàmet
Límits: Fita amb Burjassot, avinguda de Burjassot, avinguda de Campanar, Jardí de Túria, fita amb Mislata

## 46016
Borbotó, Carpesa, etc	
Límits: Ronda Nord de València, avinguda de la Constitució

## 46017
Sant Isidre, Safranar, Favara, l'Hort de Senabre, la Torre
Límits: Línies de ferrocarril, carrer de Fontanars, carrer de Campos Crespo, carrer de l'Uruguai

## 46018
Patraix, La Roqueta
Límits: Avinguda de Tres Forques, Jardí de Túria, avinguda de Pérez Galdós, carrer de Conca, carrer de Pius XI, carrer de Campos Crespo, carrer de l'Uruguai

## 46019
Torrefiel, els Orriols, Sant Llorenç
Límits: Avinguda d'Alfahuir, avinguda del Primat Reig, avinguda del Doctor Peset Aleixandre, fita amb Tavernes Blanques, fita amb Alboraia

## 46020
Benimaclet, Camí de Vera
Límits: Avinguda del Primat Reig, avinguda de Catalunya, avinguda d'Alfauir, fita amb Alboraia

## 46021
Sant Josep, Albors, l'Amistat
Límits: Avinguda d'Aragó, carrer d'Albalat dels Tarongers, avinguda del Doctor Manuel Candela, avinguda del Port

## 46022
Vega Baixa, Ciutat Jardí, l'Illa Perduda, Beteró, Aiora
Límits: Carrer de la Serradora, fita amb Alboraia, avinguda del Doctor Manuel Candela, avinguda del Port

## 46023
Camí Fondo, Penya-roja, la Creu del Grau
Límits: Avinguda del Port, Jardí de Túria, carrer d'Eivissa

## 46024
Natzaret, el Grau, Pinedo, el Saler, el Palmar, Perelló.	
Límits: Avinguda del Port, Jardí de Túria, carrer d'Eivissa, Port de València, carrera del riu

## 46025
Ciutat Fallera, Benicalap
Límits: Avinguda de Burjassot, avinguda del Doctor Peset, camí de Montcada, Ronda Nord de València

## 46026
Malilla, el Castellar-l'Oliveral
Límits: Carrer de Bèrnia, avinguda d'Ausiàs March, línies de ferrocarril, límit sud del terme